# The Fighter (film 1921)
The Fighter è un film muto del 1921 diretto da Henry Kolker. La sceneggiatura si basa su The Fighter, romanzo di Albert Payson Terhune pubblicato a New York nel 1909.

## Produzione
Il film fu prodotto dalla Selznick Pictures Corporation.

## Distribuzione
Il copyright del film, richiesto dalla Selznick Pictures, fu registrato il 20 luglio 1921 con il numero LP16850. Distribuito dalla Select Pictures Corporation e presentato da Lewis J. Selznick, il film uscì nelle sale cinematografiche statunitensi nel luglio 1921.